# Castillo de Viu de Llevata
El Castillo de Viu de llevata es un monumento histórico de la población Viu de Llevata en el término de El Pont de Suert, perteneciente a la comarca catalana de la Alta Ribagorza, en la provincia de Lérida, declarado Bien cultural de interés nacional.

## Historia
Mencionado en el año 947, fue un feudo de los barones de Erill, a partir del siglo XII, pero dio nombre a una familia de la pequeña nobleza: la de los castellanos de Viu, que mantuvieron este apellido durante siglos -a veces transcrito «Daviu»-. 
Encima de la roca que domina el pueblo hay algunos restos del castillo, pero pocas: unas hiladas de sillares que corresponden al muro perimetral, y poco más.